# 本堂
本堂（ほんどう）とは、仏教寺院において、本尊仏を安置する建物。仏堂の一種。

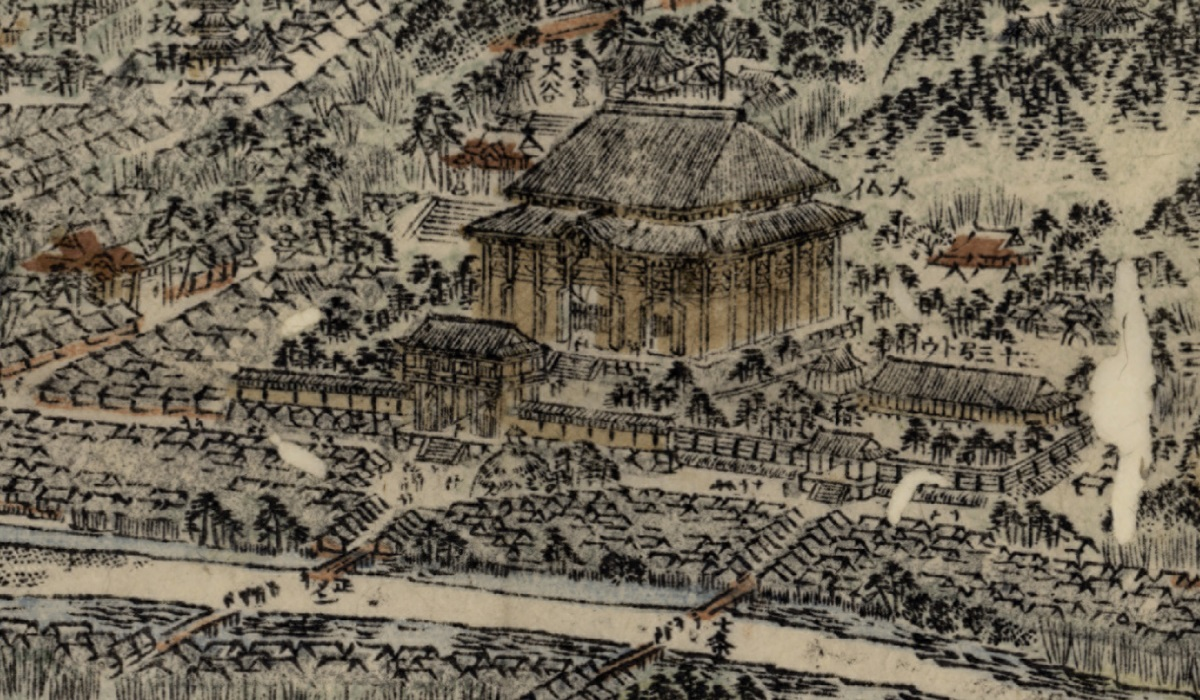
かつて京都に存在し、木造建築として最大規模を誇っていた方広寺大仏殿（京の大仏）。 寛政10年 (1798年) に落雷による火災のため焼失した。(「花洛一覧図」京都府立京都学・歴彩館デジタルアーカイブ 一部改変)

## 解説
日本では一山の本尊を安置する、寺院の中心的な堂を指して「本堂」あるいは「金堂」と呼ぶことが多い。「金堂」が飛鳥時代から平安時代前半にかけての古代創建の寺院で多く使われているのに対し、「本堂」は宗派にかかわらず、古代以降も含め広く使用される。ただし、奈良時代創建の寺院でも、新薬師寺、西大寺のように現在は「本堂」と呼んでいる寺院もある。延暦寺など天台宗寺院では同様の建物を「根本中堂」もしくは「中堂」と呼び、禅宗寺院においては「仏殿」と呼ぶことが多く、黄檗宗では「大雄宝殿」と呼ぶ。しかし、禅宗にあっても特に方丈形式の中心堂宇を指して「本堂」と呼ぶ場合も多い。
一般的に大陸より初期に渡来した系統の伽藍においては「金堂」、禅宗にあっては「仏殿」、日本的発展を遂げた寺院では「本堂」と呼ぶと理解してよいが、上述のように明確な区別は困難である。
また、室生寺や當麻寺のように「金堂」と「本堂」が別個に存在する寺院もある。室生寺（奈良県宇陀市）には平安時代前期以来の「金堂」（国宝）があるとともに、鎌倉時代末期の延慶元年（1308年）に造営された灌頂堂が「本堂」（国宝）と呼ばれている。奈良時代に建てられた當麻寺（奈良県葛城市）でも創建当初の本尊仏である弥勒菩薩を安置する仏堂を「金堂」（国宝）と呼ぶのに対し、院政期の永暦2年（1161年）に建造された、当麻曼荼羅のある曼荼羅堂を「本堂」（国宝）と呼ぶ。これらは、寺院創建当初の古代にあって本尊仏を祀った建物を「金堂」とし、時代の変遷のなかで信仰対象の中心がかわり、のちに当該寺院の中心的な施設となった建物を「本堂」と呼ぶことで、呼称を使い分けるようになったものである。

### 金堂の例

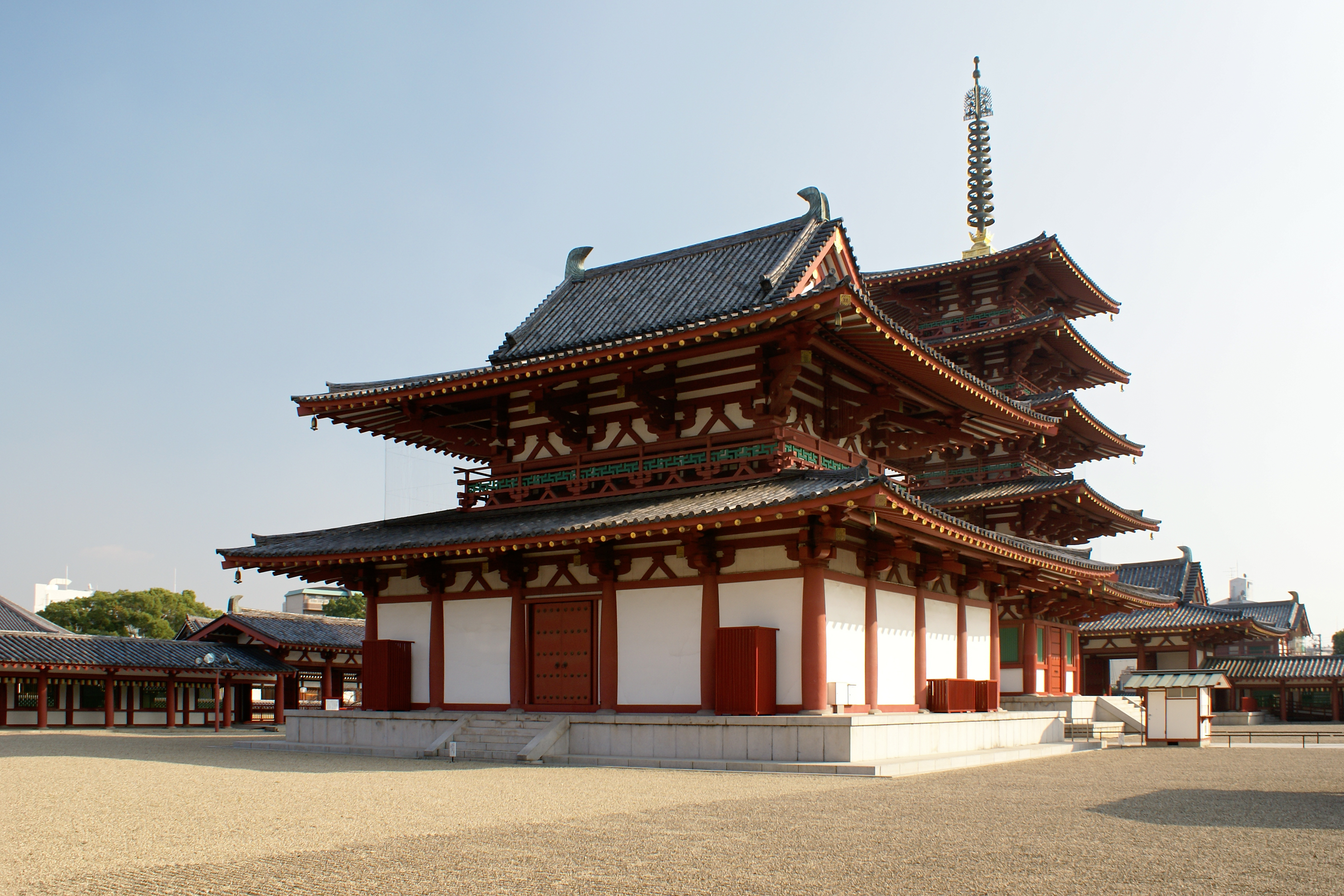
四天王寺金堂（登録有形文化財）
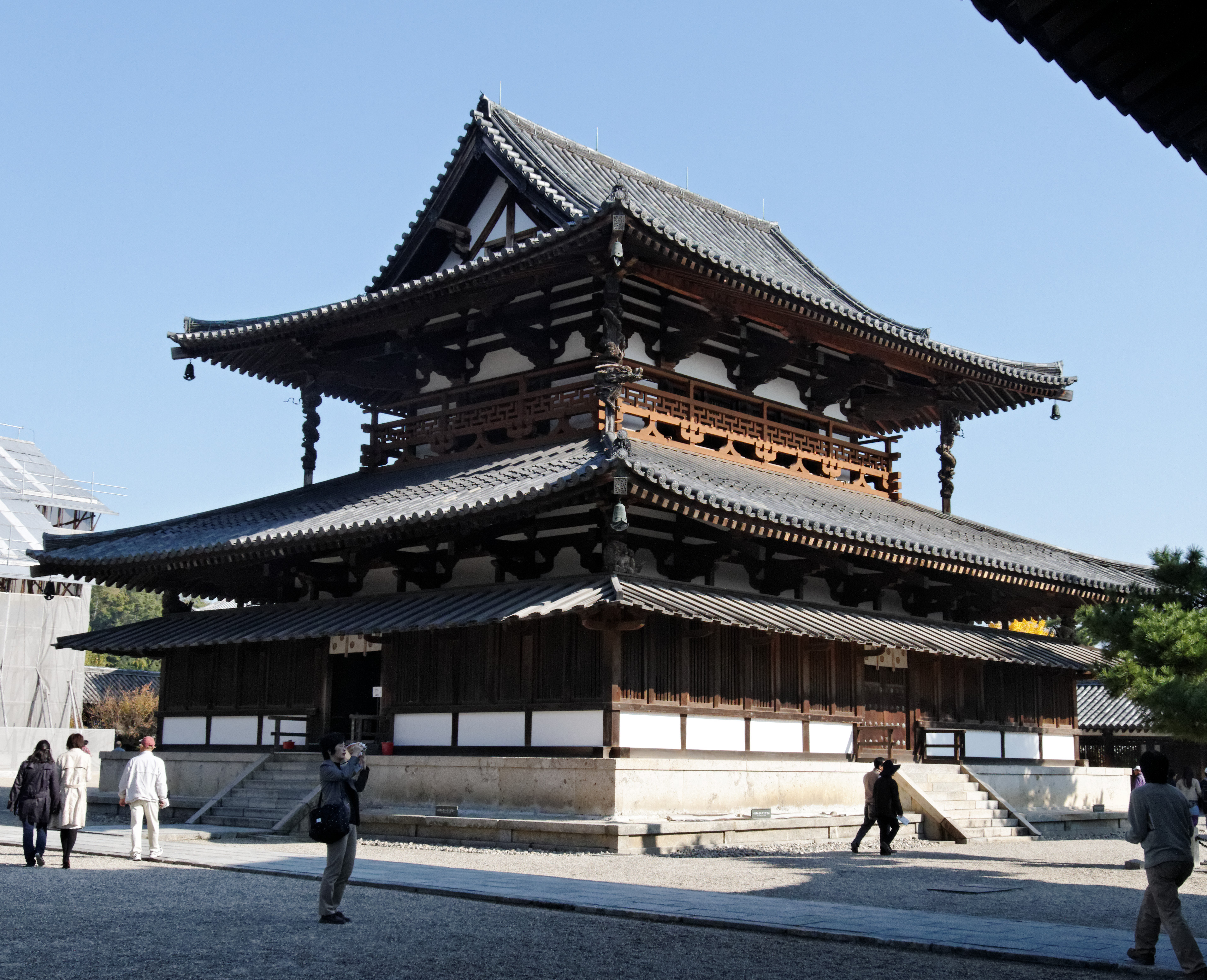
法隆寺金堂（国宝）
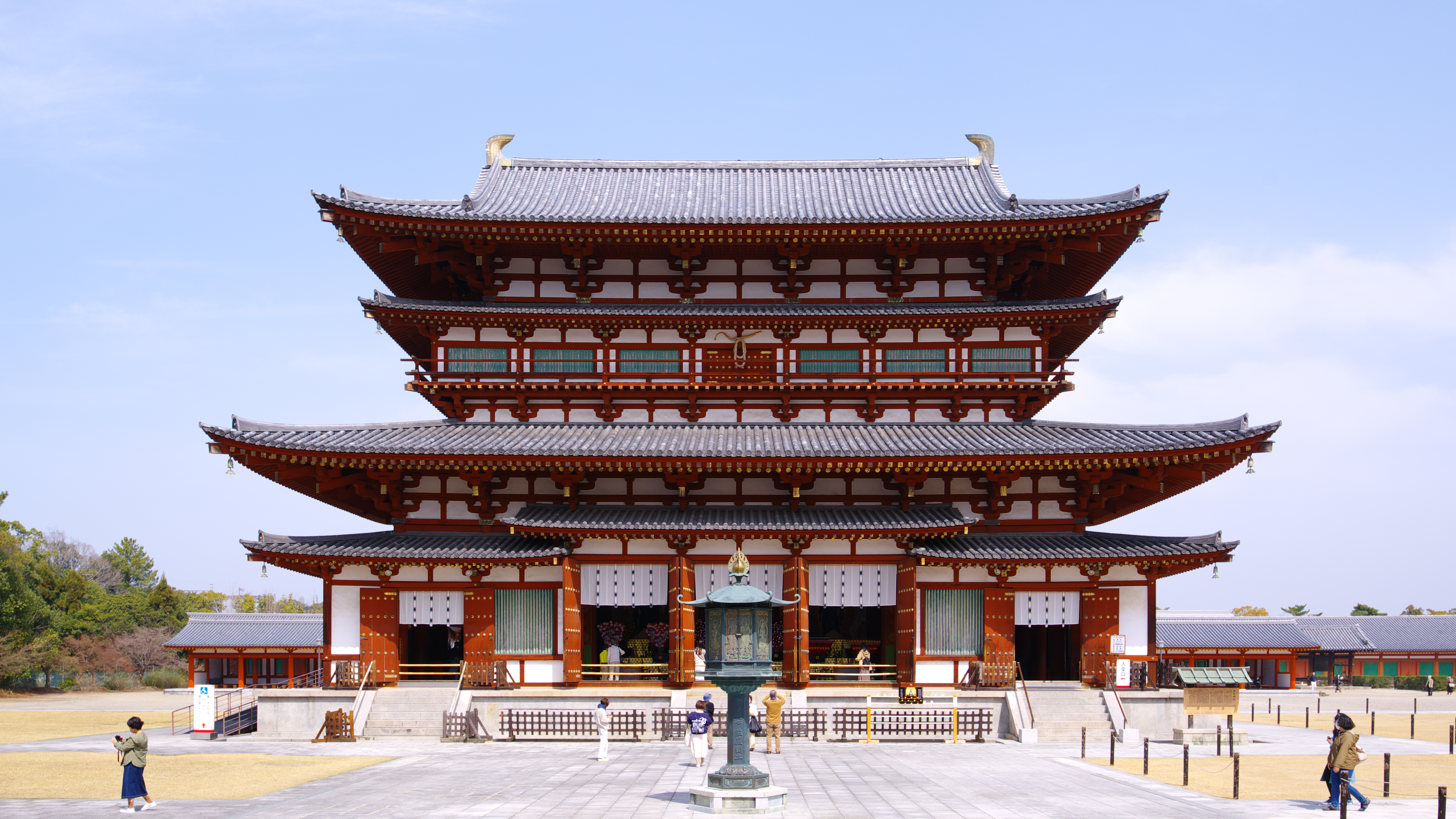
薬師寺金堂
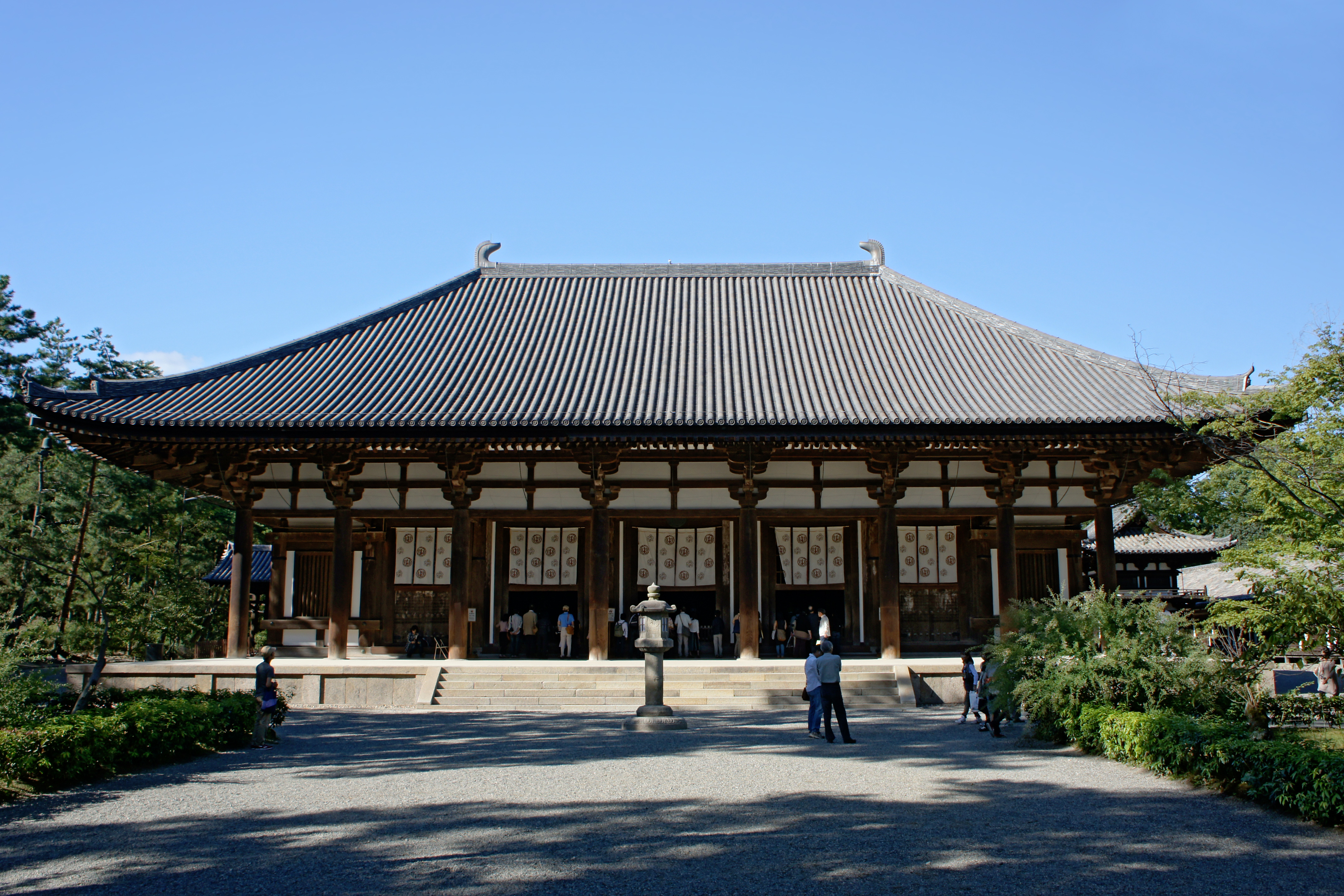
唐招提寺金堂（国宝）
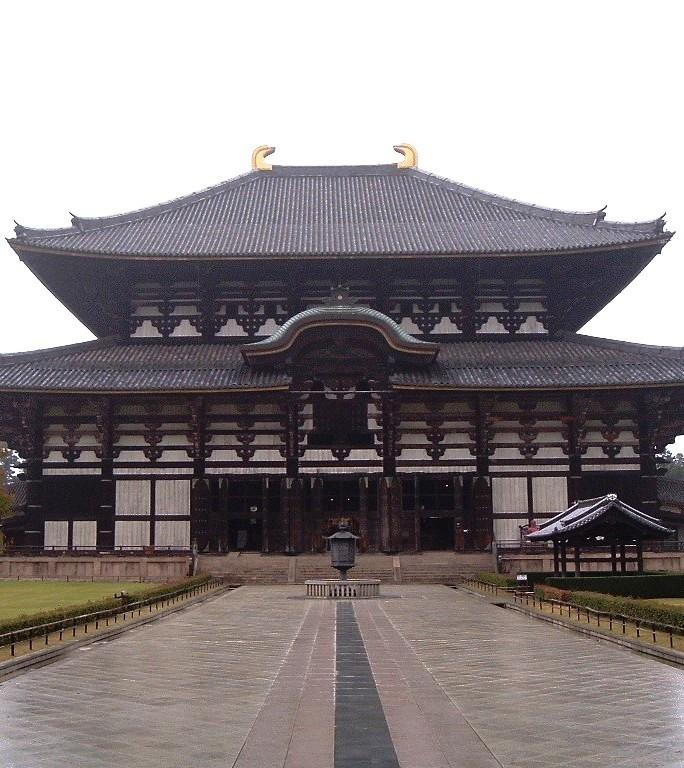
東大寺金堂（国宝）

### 本堂の例

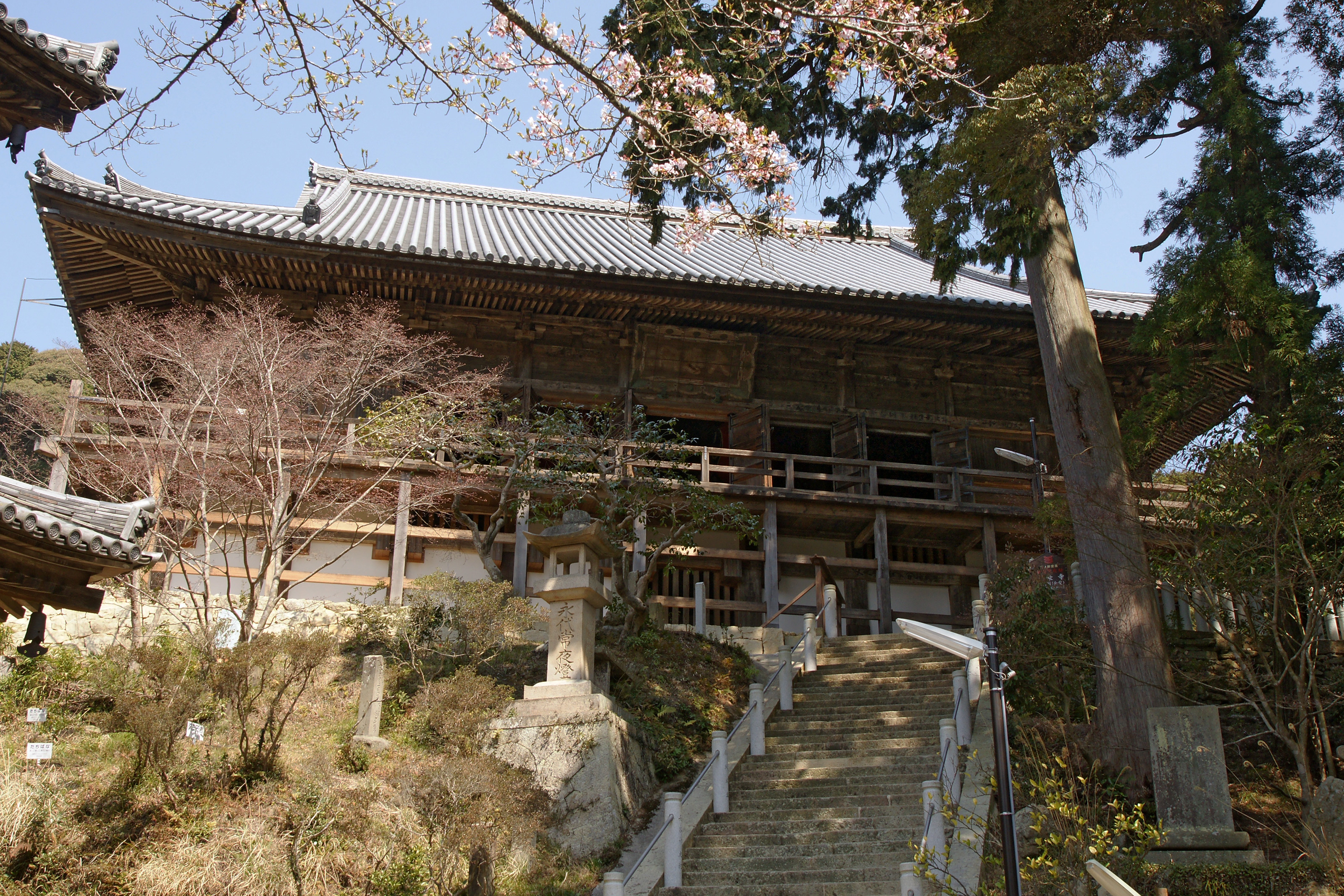
一乗寺本堂（重要文化財）
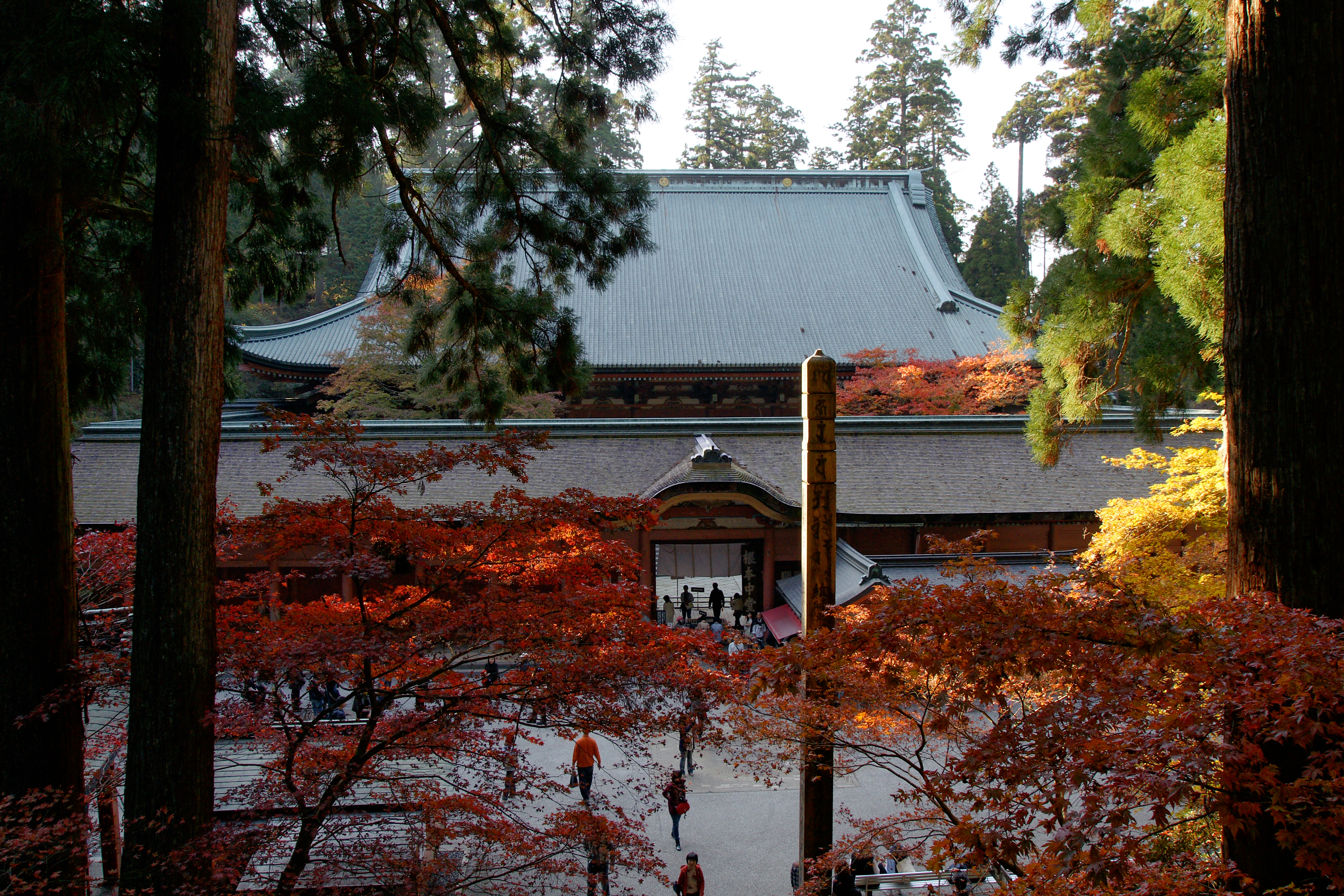
延暦寺根本中堂（国宝）
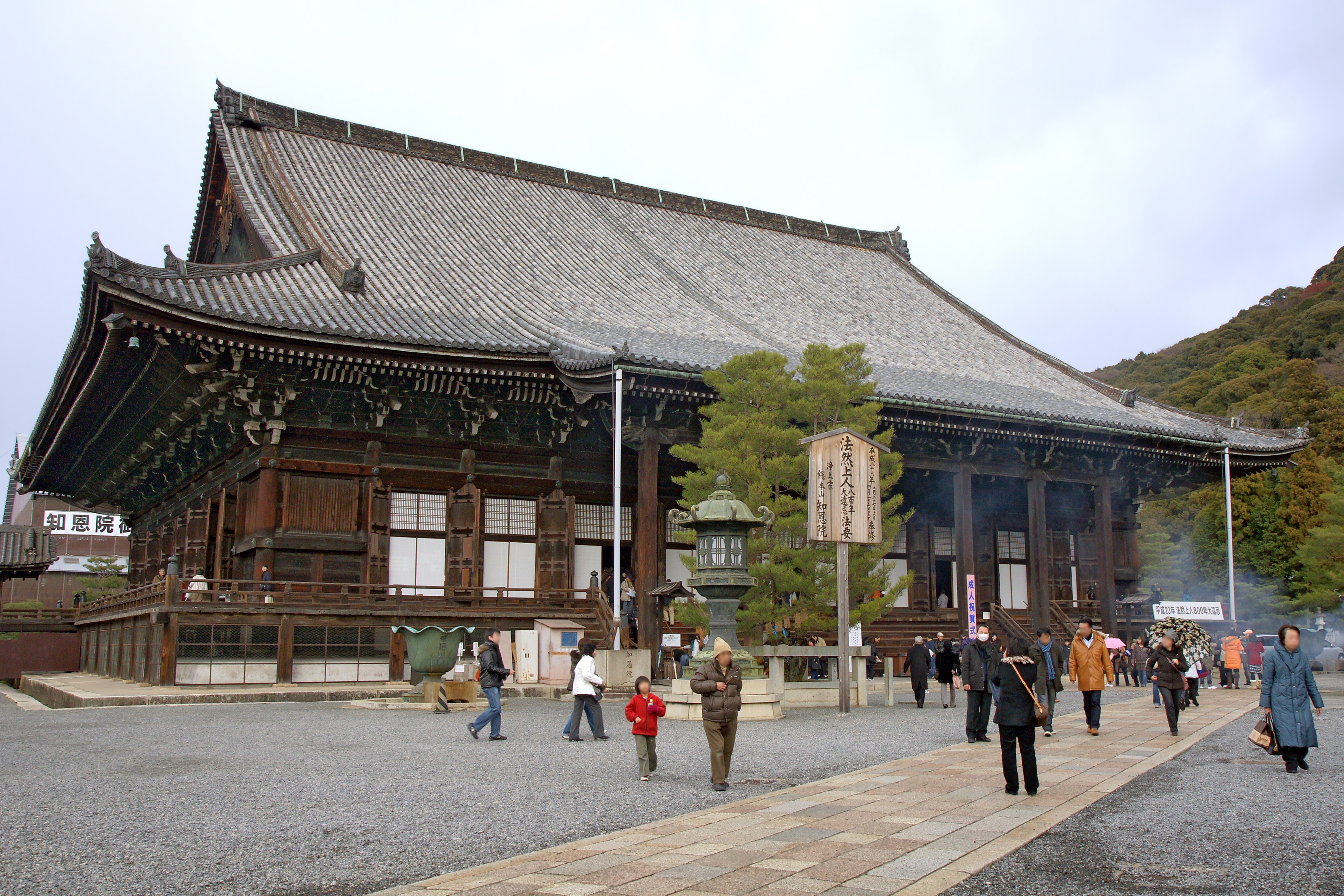
知恩院御影堂（国宝）
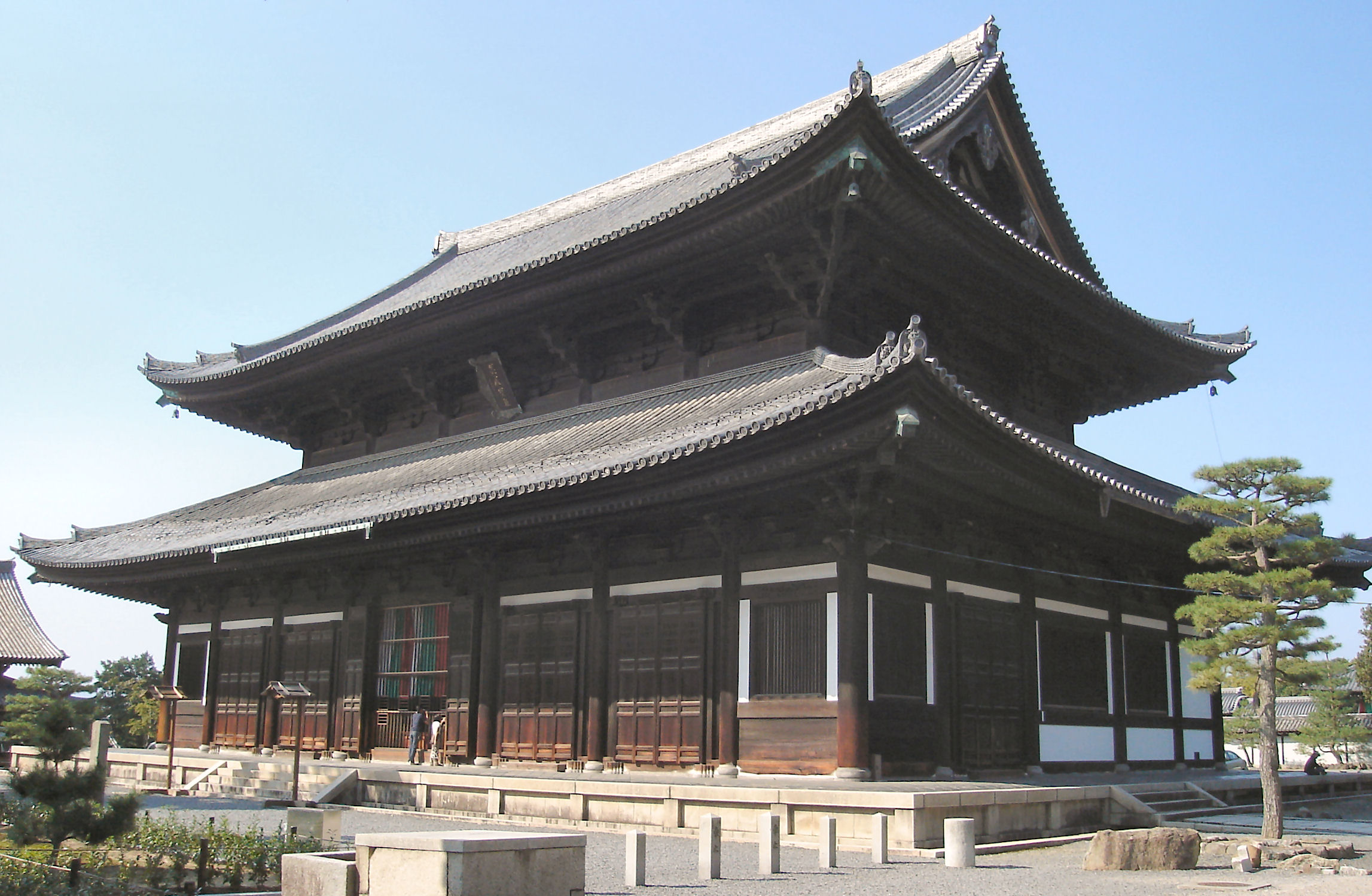
東福寺本堂
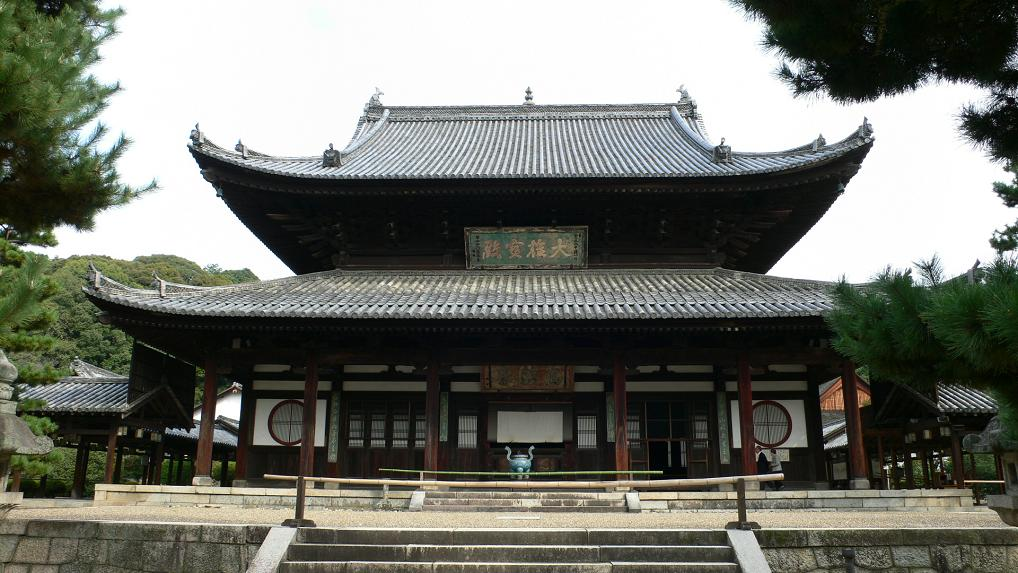
萬福寺大雄宝殿（国宝）

## 備考
本堂を称する氏に中世から近世にかけての出羽の本堂氏がある。